# Charles Januarius Acton
Charles Januarius Edward Acton (Nápoles, 6 de março de 1803 - Nápoles, 23 de junho de 1847) foi um cardeal inglês, nascido na Itália.

## Biografia
Filho do tenente-general John Francis Edward Acton, primeiro-ministro do reino de Nápoles e de sua sobrinha Maria Anna Acton, nasceu em 6 de março de 1803. Foi educado em Londres e Cambridge: quando descobriu sua vocação para a vida religiosa, decidiu para se mudar para Roma, onde frequentou a Academia dos nobres eclesiásticos, para a formação de clérigos destinados ao serviço diplomático da Santa Sé.
Ordenado sacerdote, desde 1828 foi secretário do núncio apostólico em Paris, o cardeal Luigi Lambruschini: foi então vice-legado em Bolonha, secretário da Congregação para a disciplina dos regulares e auditor da Câmara Apostólica (1837).
Foi criado cardeal in pectore pelo Papa Gregório XVI no consistório de 18 de fevereiro de 1839: a nomeação foi publicada em 24 de janeiro de 1842, quando lhe foi atribuído o título de Santa Maria della Pace (de 1842 o de San Marco).
Ele conseguiu a divisão do território inglês em oito distritos eclesiásticos (vicariatos apostólicos), um prelúdio para a reconstrução da hierarquia católica naquelas terras.
Foi nomeado prefeito da Congregação das Indulgências e Relíquias (1846), mas devido à sua saúde instável logo se retirou para Palermo: morreu na casa dos jesuítas em Nápoles em 23 de junho de 1847, aos 44 anos.

## Link Externo
- sylwetka w słowniku biograficznym kardynałów Salvadora Mirandy
- catholic-hierarchy.org